# Castel Sant'Elmo

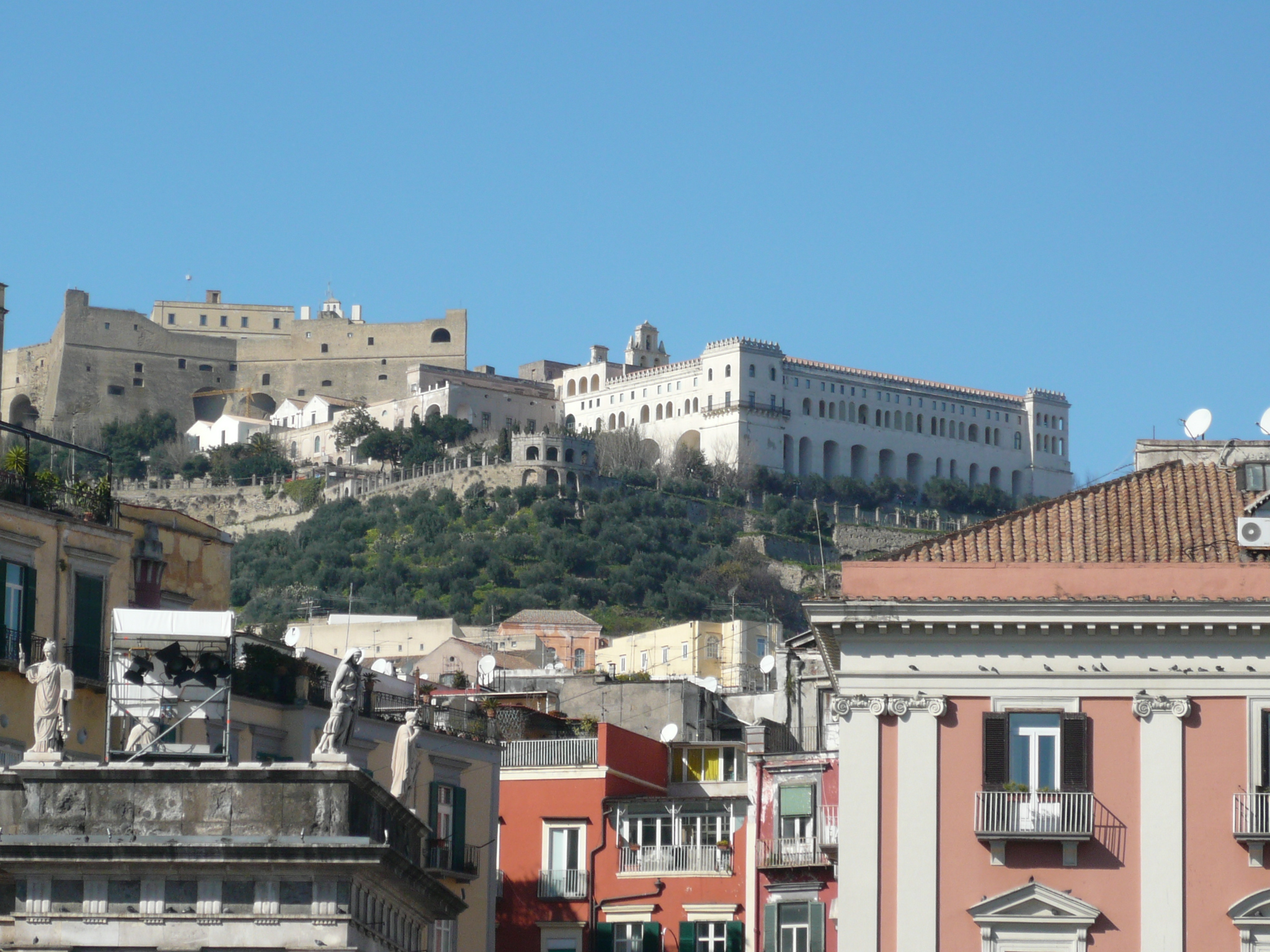
Castel Sant'Elmo (în stânga) şi Certosa di San Martino (în dreapta) văzute din Piața Plebiscitului.

Castel Sant'Elmo este o fortăreață medievală situată pe vârful unui deal în apropiere de Certosa di San Martino, dominând orașul Napoli (Italia). Numele „Sant'Elmo” provine de la o fostă biserică din secolul al X-lea, Sant'Erasmo, al cărei nume a fost scurtat la „Ermo” și, în cele din urmă modificat în „Elmo”. El servește în prezent ca muzeu, sală de expoziție și birouri.

## Istoric
Documentele menționează existența unei structuri pe acest loc din 1275, din epoca lui Carol I de Anjou. Cunoscut inițial ca Belforte, el a fost probabil o reședință fortificată, înconjurată de ziduri și cu o poartă de intrare având deasupra două turnulețe. În 1329, cu ajutorul desenelor și modelelor arhitectului sienez Tino da Camaino, ducele Robert I de Anjou a lărgit cetatea descrisă în documente ca palatium in summitatae montanae Sancti Erasmi. Camaino supravegheat, de asemenea, construcția mănăstirii cartusiene adiacente San Martino. Prin 1336 palatul era menționat ca un castrum sau castel, iar lucrările au continuat până la moartea lui Camaino în 1343.
Attanasio Primario și Francesco di Vico au condus apoi lucrările de construcții. Prin 1348 documente se referă la clădire sub numele de castrum Sancti Erasmi, probabil pentru că o capelă dedicată Sfântului Erasmus se afla inițial pe acel loc. 
Fortăreața angevină a fost grav avariată în 1456 de un cutremur, care i-a distrus zidurile exterioare și turnurile. Conducătorii aragonezi ai Neapolelui și în special Don Pedro de Toledo, primul guvernator și vărul al viceregelui, l-a inclus într-un sistem cuprinzător proiectat pentru a fortifica teritoriul orașului, bazat pe patru cetăți separate. Castel Sant'Erasmo a dobândit forma de stea hexagonală între 1537 și 1547 după planurile lui Pedro Luis Escriva din Valencia, un arhitect militar. Forma hexagonală îndrăzneață a atras critici acerbe din partea contemporanilor săi, astfel că Escriva a trebuit să-și apere proiectul în 1538 într-un material scris intitulat Apologia.

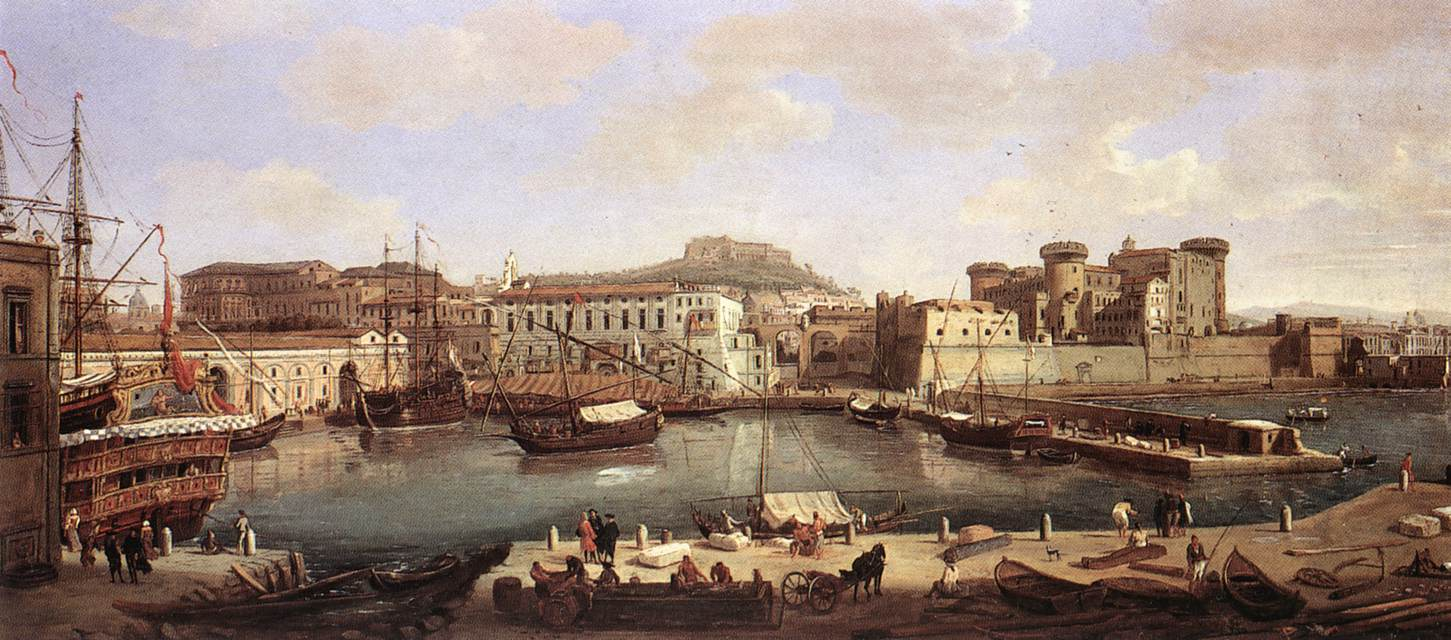
Vedere, castel la orizont, centru, 1700-1710, de Vanvitelli

De fapt, cu tenaille-le sale duble, cu numeroasele ambrazuri în bastioane și cu zidurile înalte înconjurate de un șanț, castelul s-a potrivit admirabil cu topografia locului și funcțiile strategice și de apărare. În anul 1538 a fost plasată deasupra porții de intrare o inscripție comemorativă, surmontată de stema lui Carol Quintul și de vulturul bicefal imperial.
Castelul a servit ca un avanpost militar autonom, cu un guvernator care avea autoritate absolută atât asupra aspectelor militare, cât și a celor civile. În jurul careului de adunare s-au aflat cazărmile ofițerilor, casa capelanului, o biserică (1547) proiectată de arhitectul spaniol Pietro Prato și clădirile rămase din Belfort-ul angevin. Monumentul funerar al lui Don Pedro de Toledo (1588) se află în sacristia bisericii.
În 1587 depozitul de muniții al castelului a fost lovit de un fulger și a explodat, distrugând biserica, locuința capelanului și cazărmile ofițerilor. Reconstrucția a avut loc între 1599 și 1601 sub conducerea arhitectului Domenico Fontana. În ciuda reconstrucției succesive de-a lungul secolelor, castelul își conservă structura sa inițială. Construit din tuf vulcanic, el domină orașul Napoli, iar chiar de la celebrul incidentul Tavola Strozzi (sfârșitul secolului al XV-lea) a fost timp de secole un simbol și un bastion al opresiunii guvernamentale. Aici a fost închis în 1604 Tommaso Campanella, considerat eretic, iar mai târziu, în 1799, au fost deținuți patrioții Revoluției Napoletane printre care Gennaro Serra, Mario Pagano și Luigia Sanfelice. Odată cu plecarea garnizoanei Bourbone în 1860, castelul a rămas ca închisoare militară până în anul 1952, când închisoarea a fost transferată la Gaeta.

## Prezent

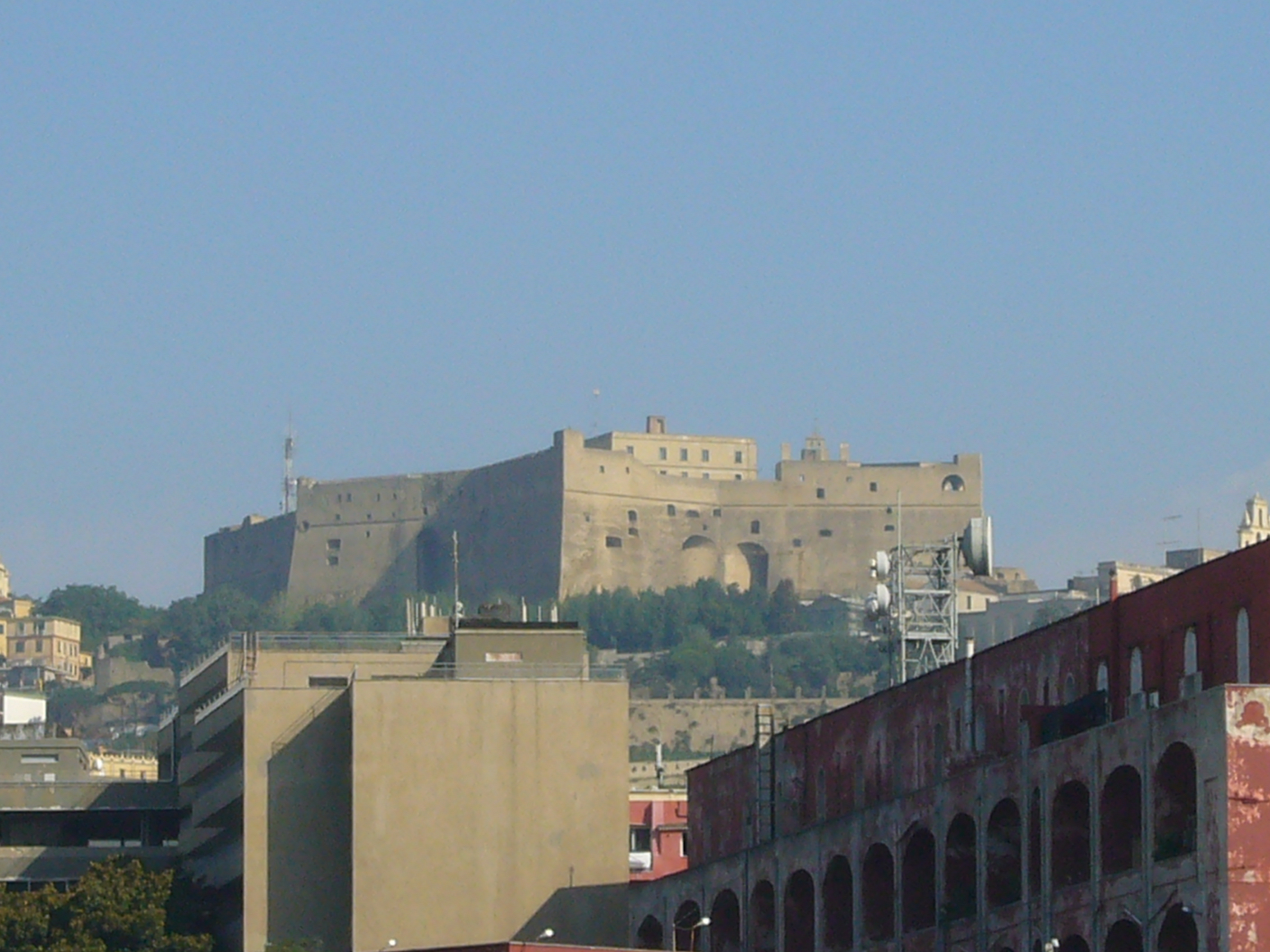
Castelul așa cum se vede de la Castel dell'Ovo.

Castelul a continuat să fie proprietate militară până în 1976, când un imens proiect de restaurare a fost realizat de către autoritatea provincială a Proveditorato alle Opere Pubbliche of the Regione Campania. În următorii șapte ani, castelul original a fost consolidat, s-au refăcut galeriile originale, aleile și încăperile subterane, unde a fost amenajat un auditorium cu 700 de locuri. În 1982 situl a fost predat către Soprintendenza per i Beni Artistici e Storici a orașului Napoli, iar într-o încăpere din partea de sus a vechiului bloc de închisoare a fost instalată Biblioteca de Istorie a Artei Bruno Molajoli.
Fostul sediu al Marinei găzduiește acum administrația castelului și unele oficii administrative ale orașului Napoli, inclusiv  Oficiul Registrului, Arhivele Fotografice și Biroul de Furturi. Intenția este de a transforma Castelul Sant'Elmo într-un centru polifuncțional pentru diferite activități, inclusiv pentru arta contemporană, artele spectacolului și congrese.

## Imagini

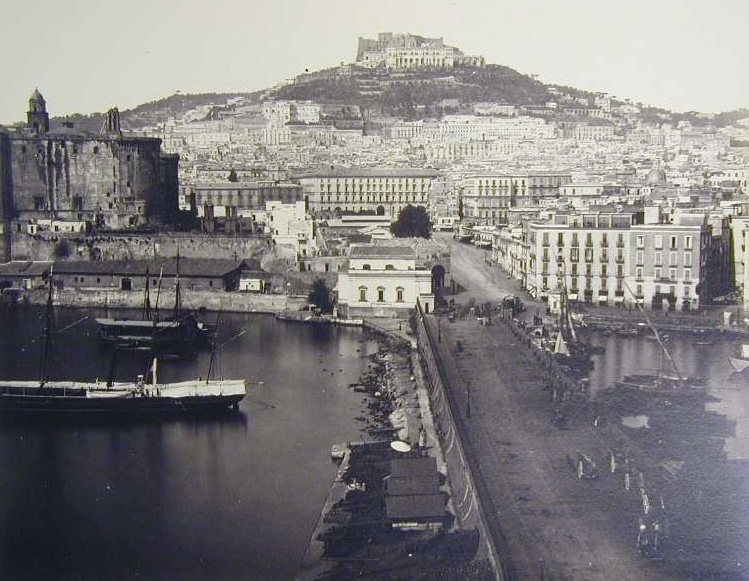
Vedere a castelului într-o fotografie realizată de Giorgio Sommer prin 1860-1870
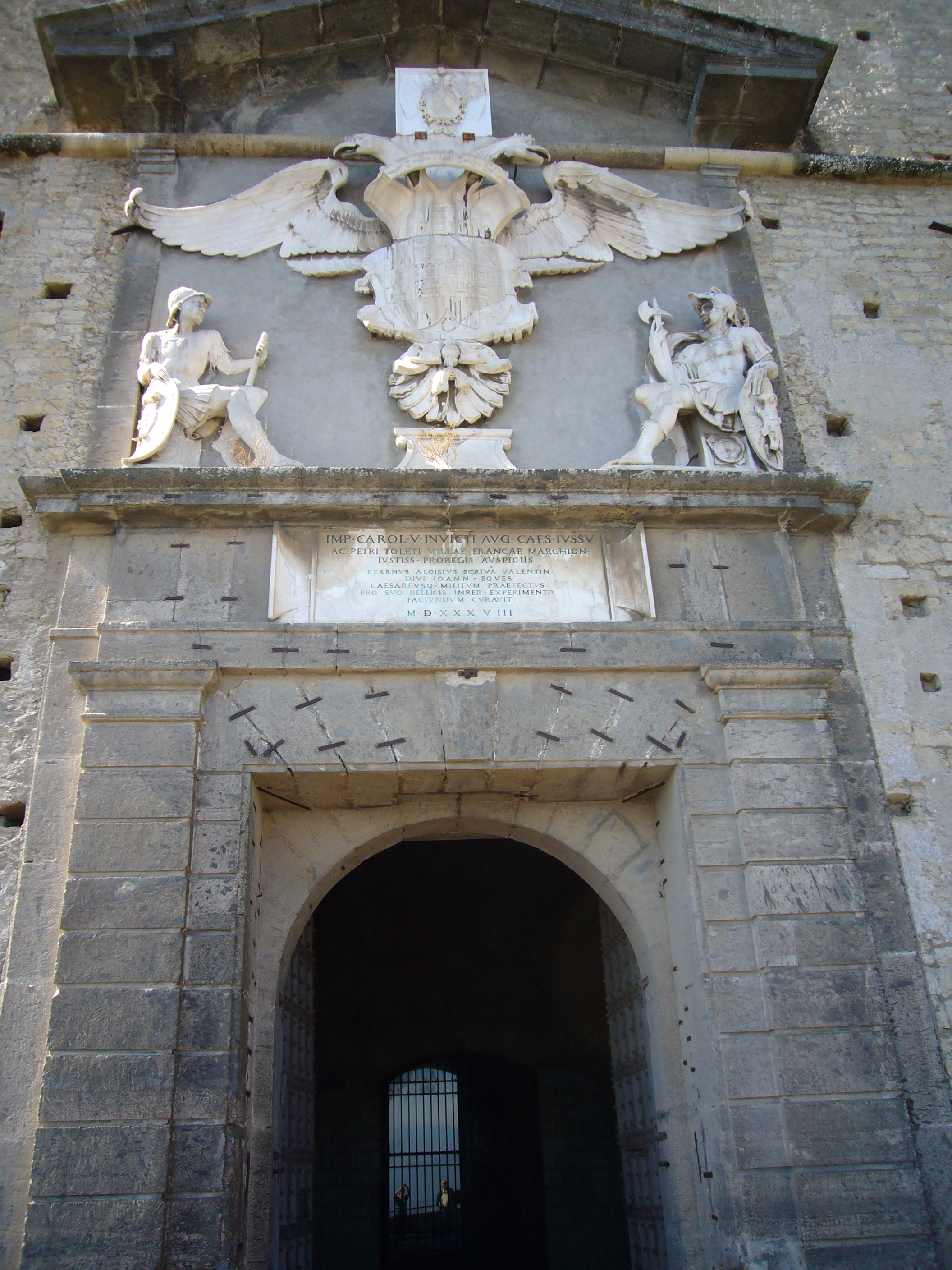
Poarta de intrare cu Vulturul Imperial
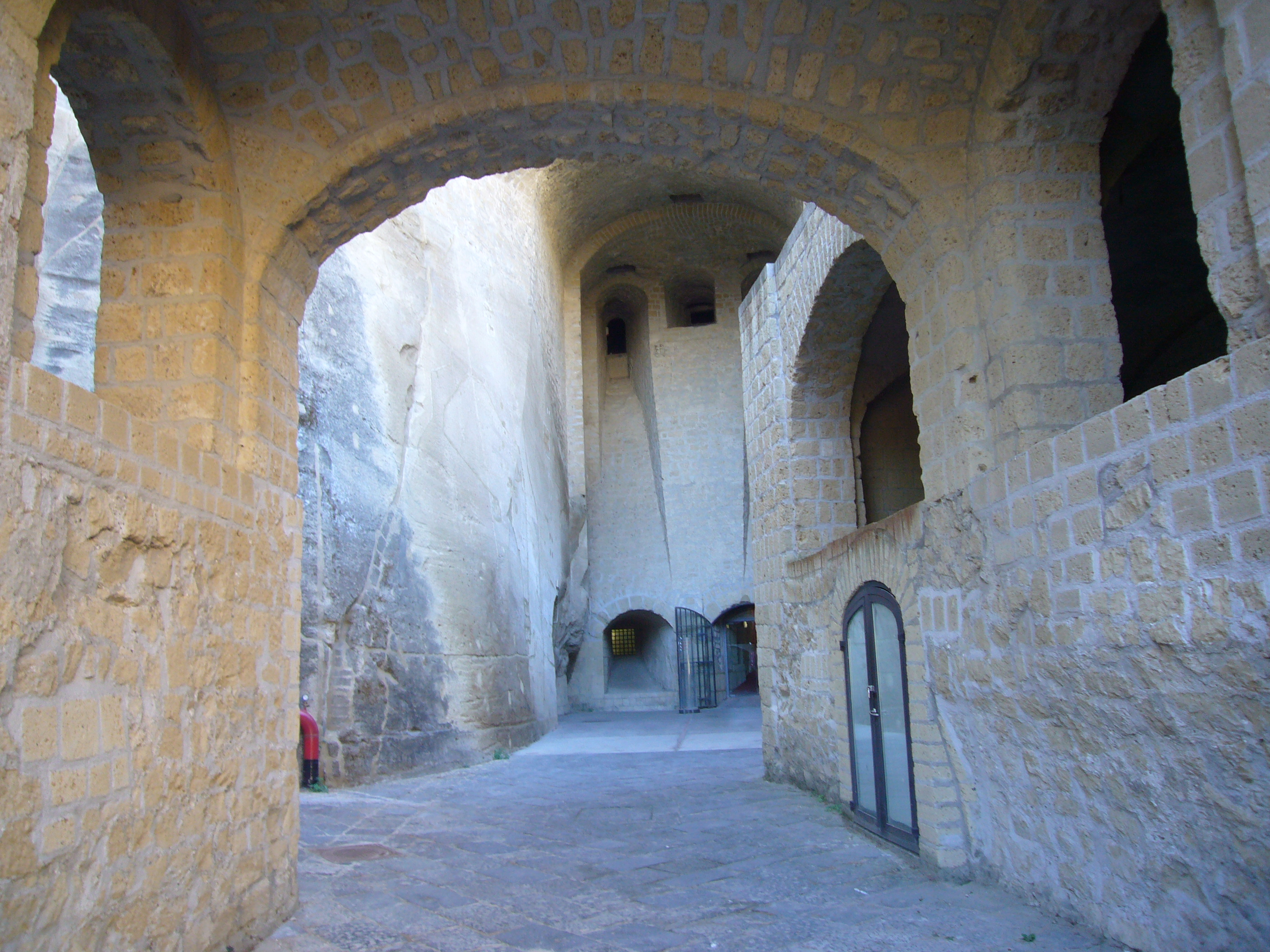
Interior
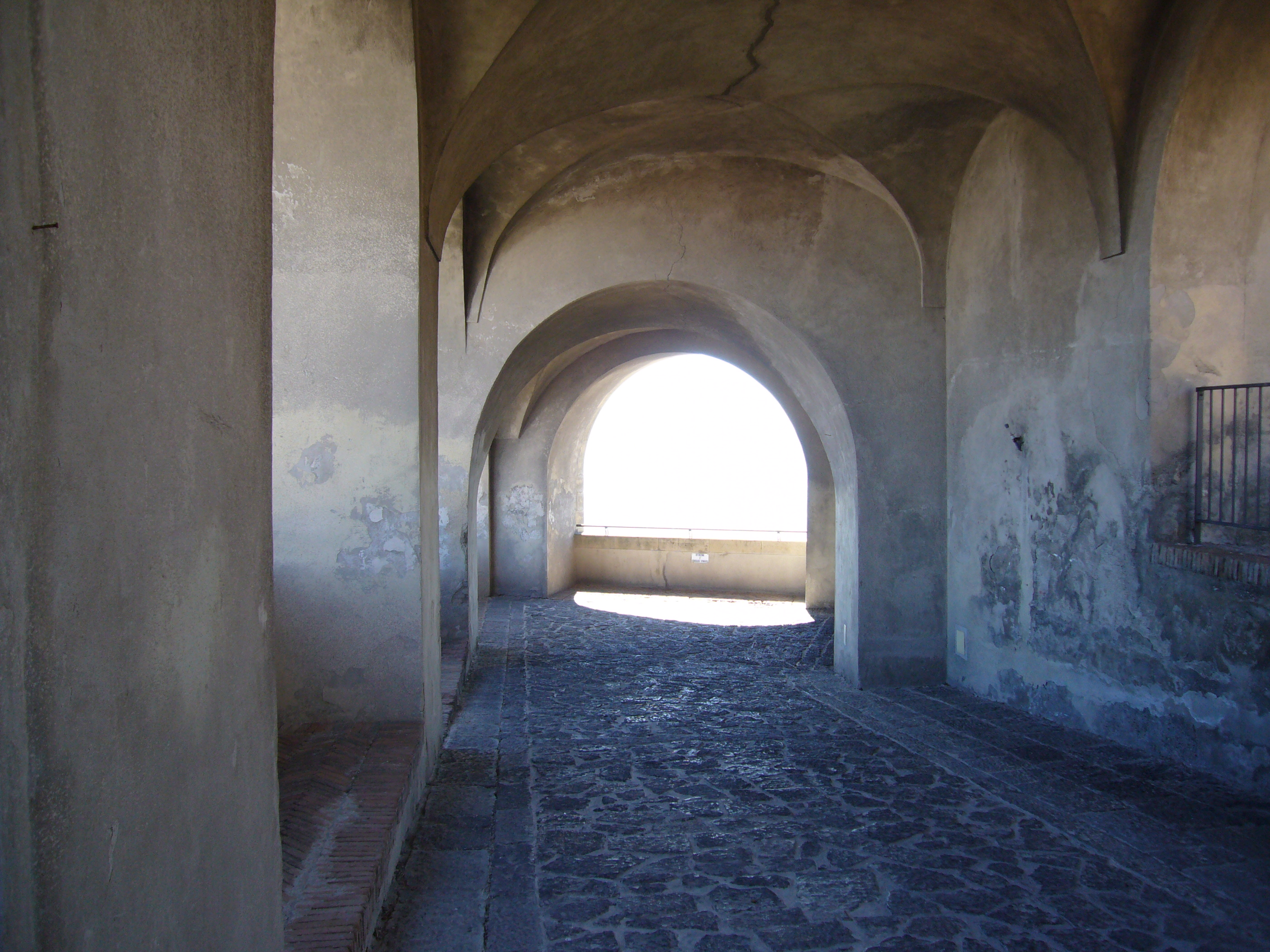
Culoar interior
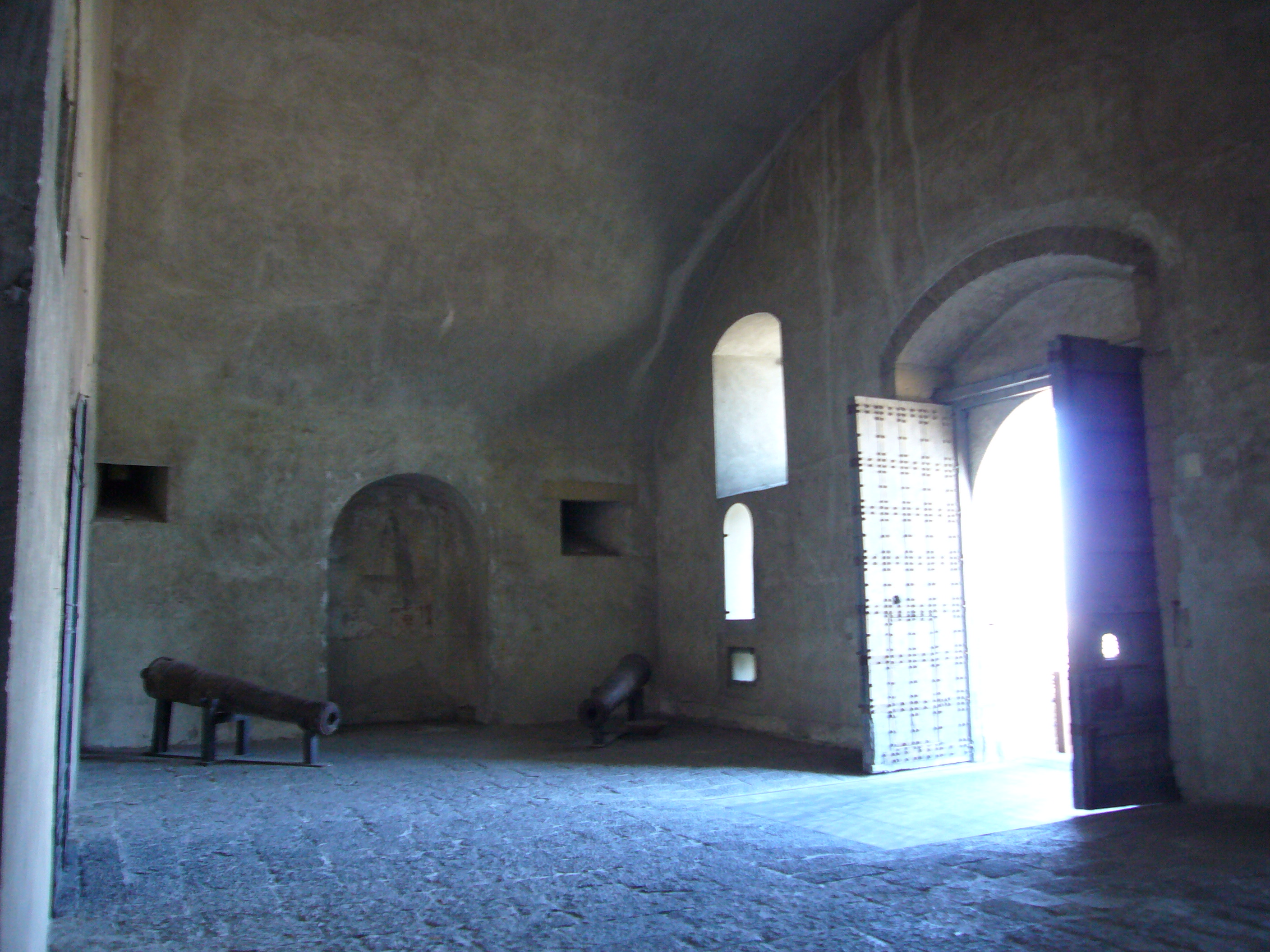
Cameră a tunurilor
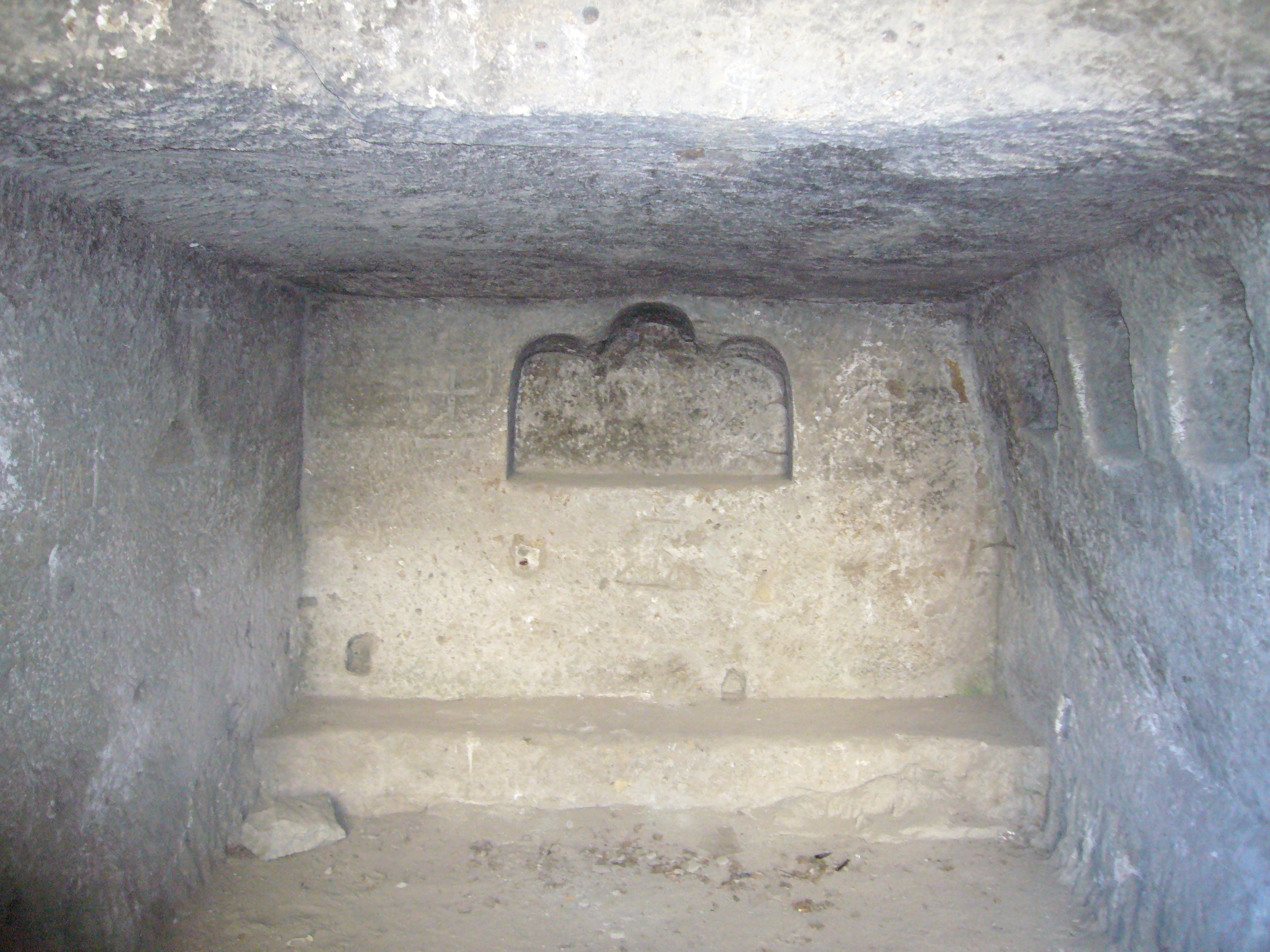
Grota pustnicului
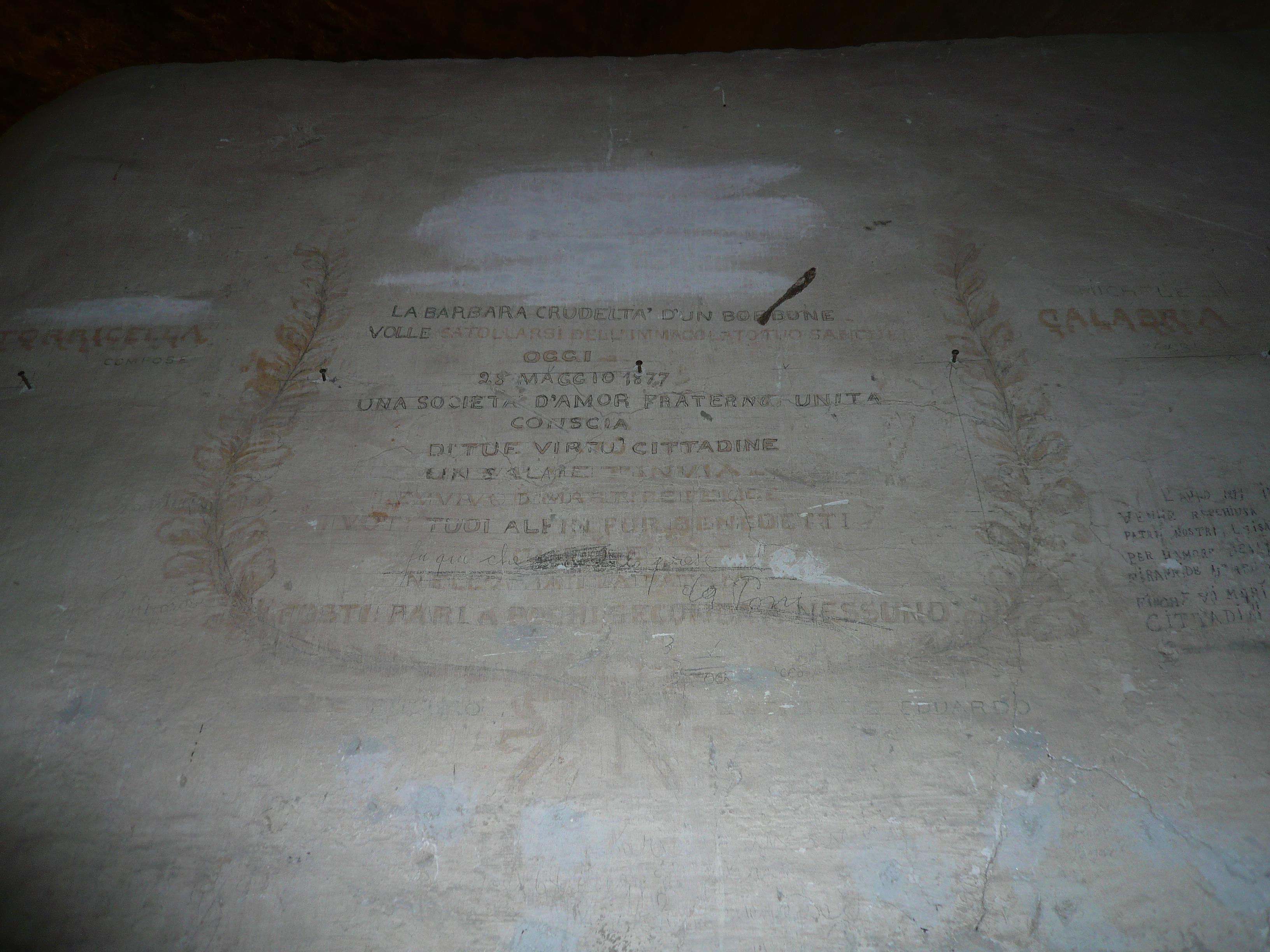
Inscripţii realizate de prizonieri în cursul anilor pe pereții celulelor din Castel Sant 'Elmo
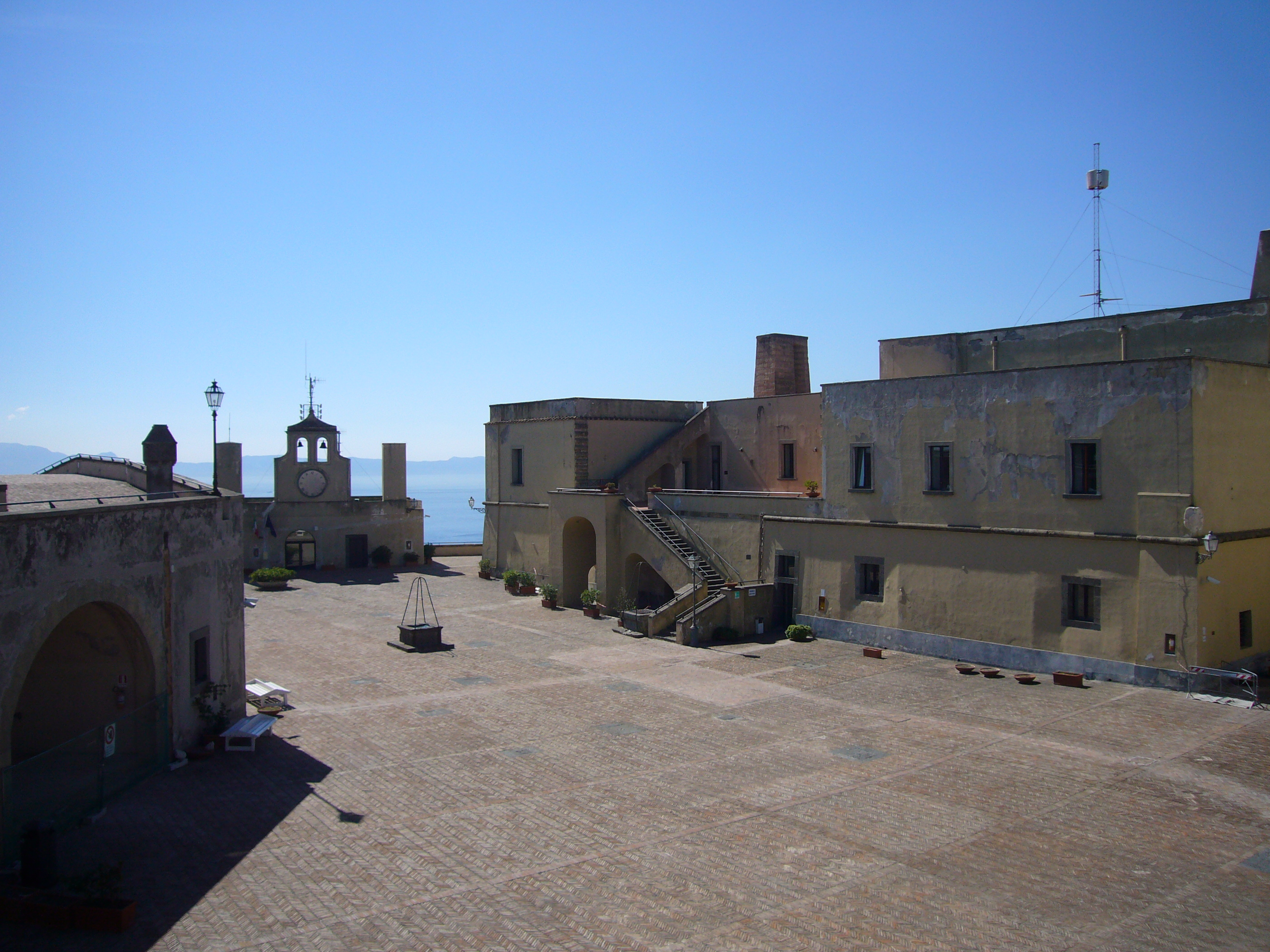
Careul de adunare al militarilor
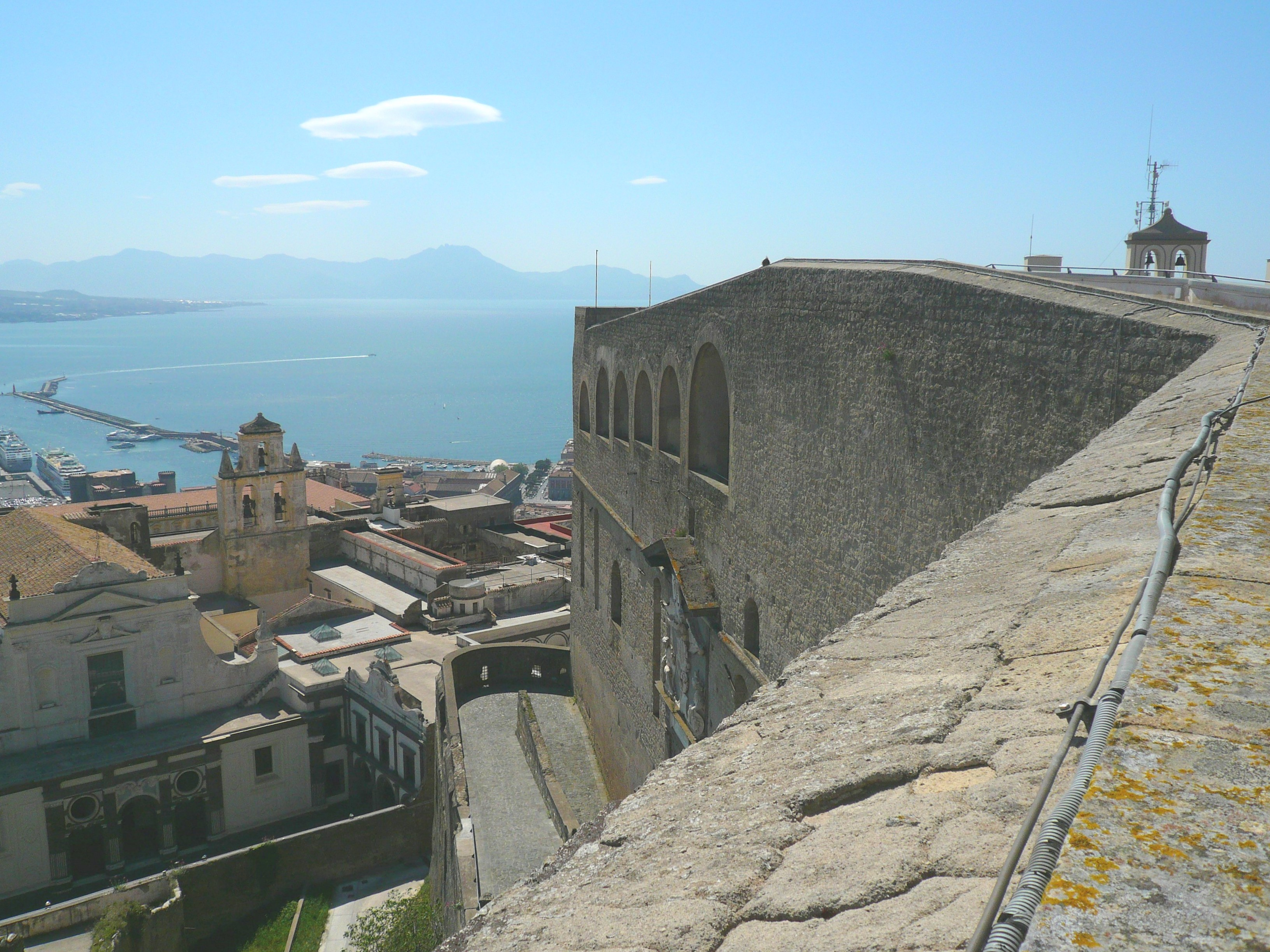
O porţiune din faţada principală a castelului
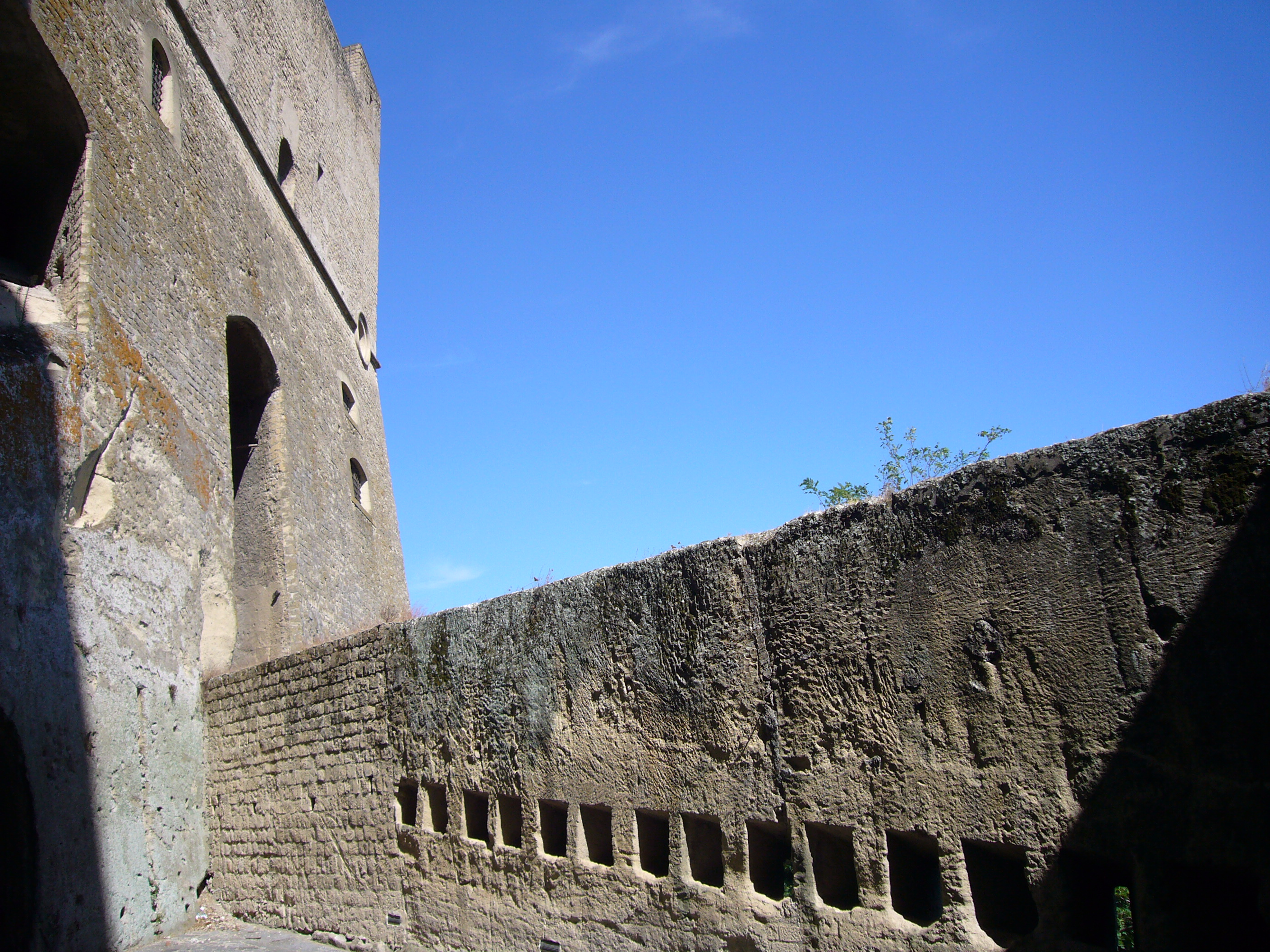
Metereze
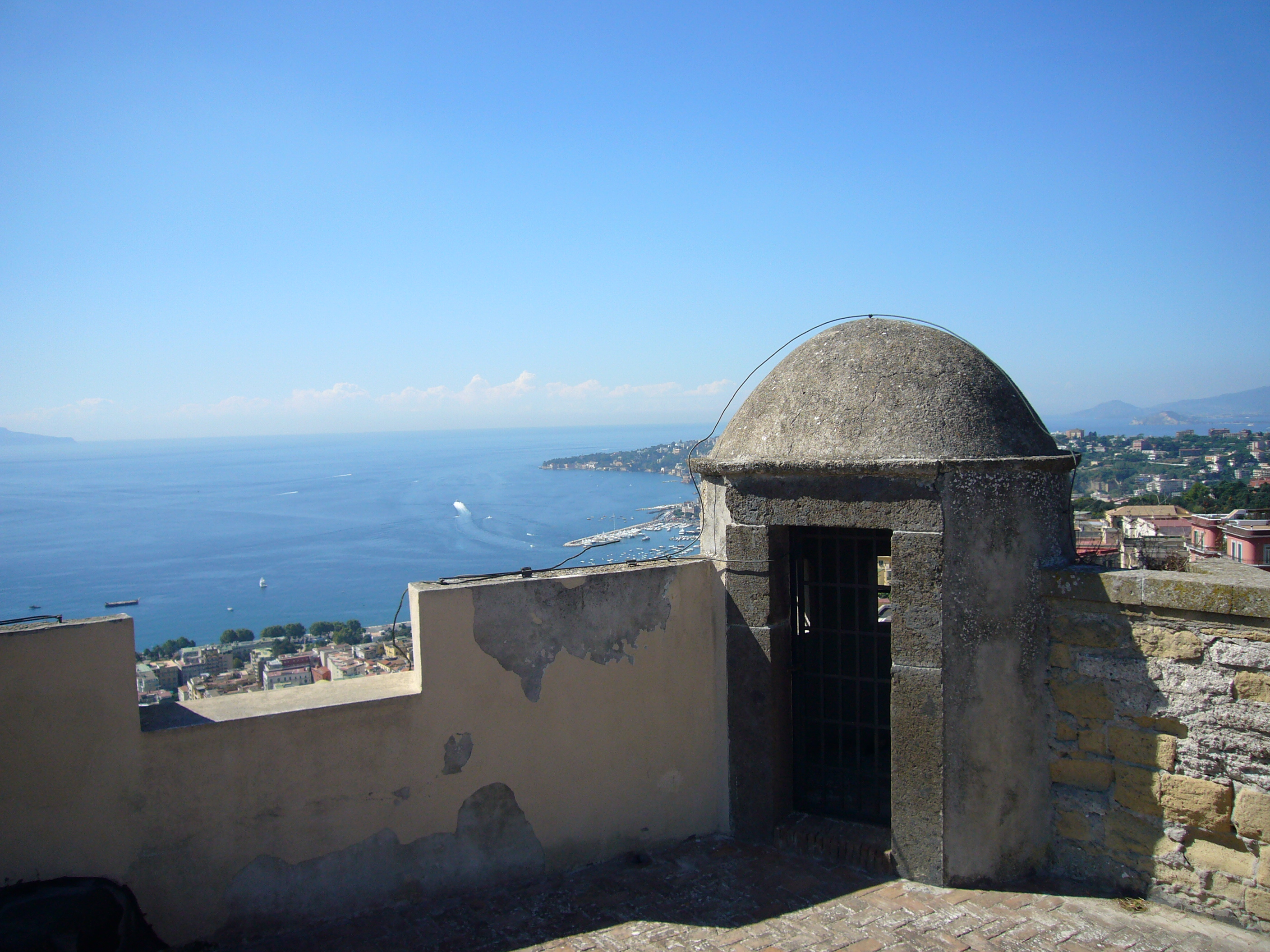
Vedere către Posillipo de pe terasa castelului
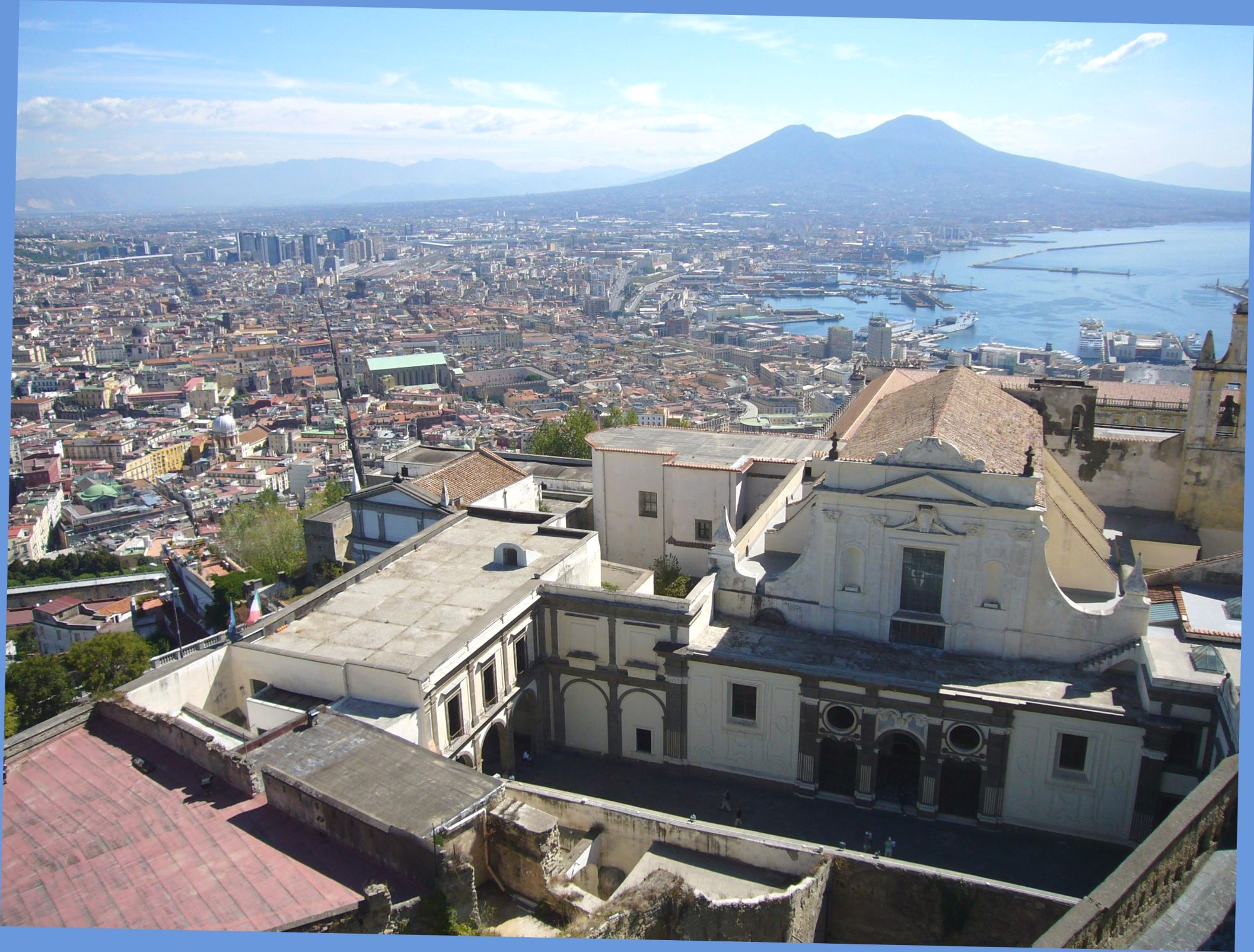
Certosa di San Martino, portul și Vezuviul văzute din castel
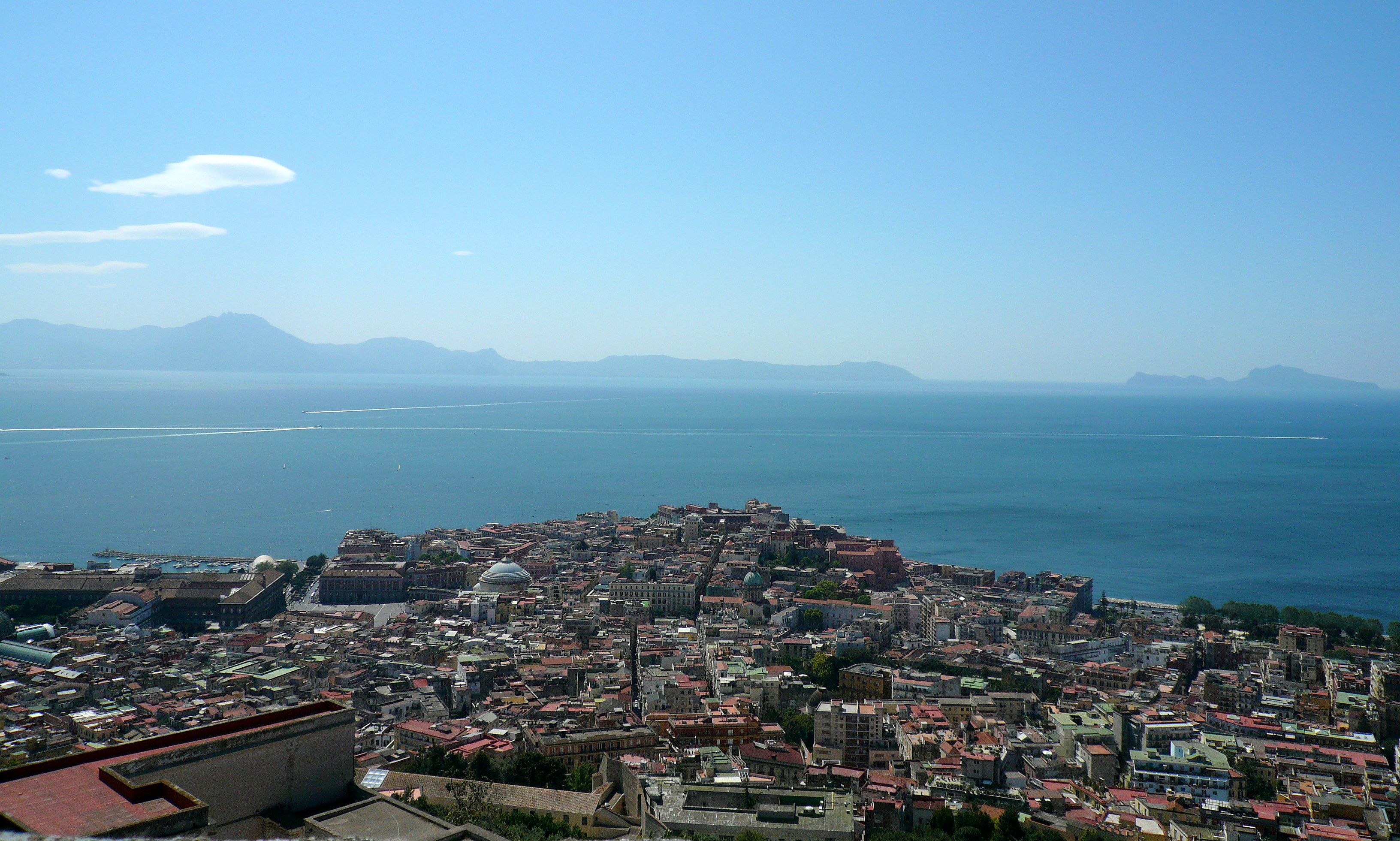
Vedere asupra cartierelor Chiaia şi Pizzofalcone. Pe fundal se văd Peninsula Sorrentină şi insula Capri